# 노먼 프리차드

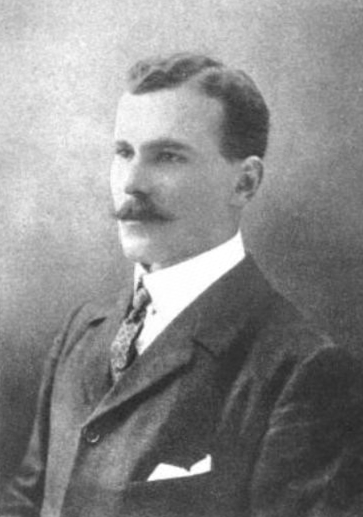
노먼 프리차드

노먼 길버트 프리처드(Norman Gilbert Pritchard,1875년 6월 23일 – 1929년 10월 30일)는 예명 노먼 트레버로도 알려져 있으며, 인도를 대표하는 1900년 파리 올림픽에서 육상에서 두 개의 은메달을 획득했을 때 올림픽 메달을 획득한 최초의 아시아 태생의 운동선수이자 배우였다. 그는 200m와 200m 허들에서 올림픽에서 인도의 첫 메달을 땄다.
노먼 프리차드는 영국령 인도 캘커타에서 아버지 조지 피터슨 프리차드(George Petersen Pritchard)와 어머니 헬렌 메이너드 프리차드(Helen Maynard Pritchard) 사이에서 태어났다.
노먼 프리처드는 올림픽에 참가한 최초의 인도 선수였으며 또한 올림픽 메달을 획득한 최초의 선수였으며 아시아 국가를 대표하는 최초의 선수이기도 했다. 그는 1900년 파리 하계 올림픽에서 두 개의 은메달을 땄고, 미국의 월터 툭스베리에 이어 200m에서 2위를 차지했고, 미국의 전설적인 앨빈 크렌즐린에 이어 200m 허들에서 2위를 차지했다. 그는 110미터 허들 결승전에 도달했지만 끝내지 못했고, 결승전에 진출하지 못한 60미터와 100미터 계주에도 참가했다.
2005년에 IAAF는 2004년 하계 올림픽의 공식 육상 통계를 발표했다. 역사 기록 섹션에서 프리처드는 1900년에 영국을 위해 경쟁한 것으로 등재되었다. 올림픽 역사가들의 연구에 따르면 프리처드는 1900년 6월 영국 AAA 챔피언십에 출전한 후 실제로 영국을 대표하도록 선택되었다.
그러나, IOC는 여전히 프리처드를 인도를 위해 경쟁한 것으로 간주하며, 그의 두 은메달은 인도에 수여된다.
프리처드는 1894년부터 1900년까지 7년 연속 벵골 지방 100야드 스프린트 타이틀을 획득했고 1898년부터 1899년까지 대회 기록을 세웠다. 그는 또한 440야드(1⁄4마일) 달리기와 120야드 허들에서 우승했다.
그는 캘커타 성 자비에 칼리지에서 수학했고, 1897년 7월 소바자르를 상대로 한 세인트 자비에의 인도 오픈 축구 토너먼트에서 첫 해트트릭으로 인정받고 있다.
그는 1900년부터 1902년까지 인도 축구 협회 장관을 역임했다. 그는 1905년에 영구적으로 영국으로 이주했다.
그 후 그는 연기 경력을 쌓기 위해 미국으로 이주했고 스크린 이름인 노먼 트레버로 무성 할리우드 영화에서 연기한 최초의 올림픽 선수가 되었다.
그는 1929년 10월 30일 로스앤젤레스에서 뇌 질환으로 사망했다.